# Světový pohár v severské kombinaci 2017/2018
Světový pohár v severské kombinaci 2017/18 byl 35. ročníkem závodů nejvyšší úrovně v severské kombinaci mužů. Světový pohár se skládal z dvaadvaceti individuálních závodů a šesti závodů družstev. Zahájen byl 24. listopadu 2017 ve finské Ruce a skončil 25. března 2018 závodem v německém Schonachu. Vítězství z minulého ročníku obhajoval Němec Eric Frenzel.

## Kalendář

### Závody jednotlivců
| Datum konání                                                | Místo konání  | Můstek / Běh  | Vítěz                           | Druhé místo                     | Třetí místo                     | Česká účast                                            | Zdroj  |
| ----------------------------------------------------------- | ------------- | ------------- | ------------------------------- | ------------------------------- | ------------------------------- | ------------------------------------------------------ | ------ |
| 24. listopadu 2017                                          | Ruka          | HS142 / 5 km  | Espen Andersen                  | Jan Schmid                      | Akito Watabe                    | 37. Miroslav Dvořák                                    | [ 1 ]  |
| 25. listopadu 2017                                          | Ruka          | HS142 / 10 km | Akito Watabe                    | Eero Hirvonen                   | Johannes Rydzek                 | 41. Ondřej Pažout 45. Miroslav Dvořák                  | [ 2 ]  |
| 26. listopadu 2017                                          | Ruka          | HS142 / 10 km | Johannes Rydzek                 | Eric Frenzel                    | Eero Hirvonen                   | 40. Ondřej Pažout 46. Lukáš Daněk                      | [ 3 ]  |
| 3. prosince 2017                                            | Lillehammer   | HS138 / 10 km | Espen Andersen                  | Jan Schmid                      | Jørgen Graabak                  | 24. Miroslav Dvořák 28. Tomáš Portyk 43. Ondřej Pažout | [ 4 ]  |
| 17. prosince 2017                                           | Ramsau        | HS98 / 10 km  | Eric Frenzel                    | Fabian Riessle                  | Jan Schmid                      | 8. Tomáš Portyk 44. Miroslav Dvořák                    | [ 5 ]  |
| 18. prosince 2017                                           | Ramsau        | HS98 / 10 km  | Fabian Riessle                  | Alessandro Pittin               | Eero Hirvonen                   | 26. Tomáš Portyk 51. Lukáš Daněk                       | [ 6 ]  |
| 6. ledna 2018                                               | Otepää        | HS100 / 10 km | Zrušeno z důvodu teplého počasí | Zrušeno z důvodu teplého počasí | Zrušeno z důvodu teplého počasí | Zrušeno z důvodu teplého počasí                        | [ 7 ]  |
| 12. ledna 2018                                              | Val di Fiemme | HS134 / 10 km | Jørgen Graabak                  | Johannes Rydzek                 | Lukas Klapfer                   | 20. Tomáš Portyk 46. Miroslav Dvořák 48. Ondřej Pažout | [ 8 ]  |
| 14. ledna 2018                                              | Val di Fiemme | HS134 / 10 km | Jan Schmid                      | Lukas Klapfer                   | Fabian Riessle                  | 16. Tomáš Portyk 22. Miroslav Dvořák 48. Ondřej Pažout | [ 9 ]  |
| 20. ledna 2018                                              | Chaux-Neuve   | HS118 / 10 km | Jan Schmid                      | Akito Watabe                    | Ilkka Herola                    | 24. Tomáš Portyk                                       | [ 10 ] |
|                                                             |               |               |                                 |                                 |                                 |                                                        |        |
| 5. ročník Nordic Combined Triple                            |               |               |                                 |                                 |                                 |                                                        |        |
| 26. ledna 2018                                              | Seefeld       | HS109 / 5 km  | Akito Watabe                    | Jarl Magnus Riiber              | Fabian Riessle                  | 14. Tomáš Portyk 35. Miroslav Dvořák                   | [ 11 ] |
| 27. ledna 2018                                              | Seefeld       | HS109 / 10 km | Akito Watabe                    | Vinzenz Geiger                  | Jarl Magnus Riiber              | 20. Tomáš Portyk 37. Miroslav Dvořák                   | [ 12 ] |
| 28. ledna 2018                                              | Seefeld       | HS109 / 15 km | Akito Watabe                    | Jarl Magnus Riiber              | Fabian Riessle                  | Tomáš Portyk (diskvalifikován)                         | [ 13 ] |
|                                                             |               |               |                                 |                                 |                                 |                                                        |        |
| 3. února 2017                                               | Hakuba        | HS134 / 10 km | Akito Watabe                    | Jan Schmid                      | Manuel Faisst                   | 10. Tomáš Portyk 32. Miroslav Dvořák                   | [ 14 ] |
| 4. února 2017                                               | Hakuba        | HS134 / 10 km | Jan Schmid                      | Kristjan Ilves                  | Akito Watabe                    | 4. Tomáš Portyk 29. Miroslav Dvořák                    | [ 15 ] |
| 9. 2. - 25. 2. 2018 Zimní olympijské hry 2018 Pchjongčchang |               |               |                                 |                                 |                                 |                                                        |        |
| 4. března 2018                                              | Lahti         | HS130 / 10 km | Johannes Rydzek                 | Vinzenz Geiger                  | Jørgen Graabak                  | 42. Jan Vytrval 47. Martin Zeman                       | [ 16 ] |
| 10. března 2018                                             | Oslo          | HS134 / 10 km | Akito Watabe                    | Fabian Riessle                  | Mario Seidl                     | 35. Tomáš Portyk 39. Jan Vytrval 43. Lukáš Daněk       | [ 17 ] |
| 13. března 2018                                             | Trondheim     | HS140 / 10 km | Eric Frenzel                    | Akito Watabe                    | Fabian Riessle                  | 29. Tomáš Portyk                                       | [ 18 ] |
| 14. března 2018                                             | Trondheim     | HS140 / 10 km | Fabian Riessle                  | Jarl Magnus Riiber              | Eero Hirvonen                   | 43. Jan Vytrval                                        | [ 19 ] |
| 17. března 2018                                             | Klingenthal   | HS140 / 10 km | Fabian Riessle                  | Eero Hirvonen                   | Akito Watabe                    | 23. Tomáš Portyk                                       | [ 20 ] |
| 18. března 2018                                             | Klingenthal   | HS140 / 10 km | Fabian Riessle                  | Johannes Rydzek                 | Akito Watabe                    | 15. Tomáš Portyk 41. Ondřej Pažout 51. Jan Vytrval     | [ 21 ] |
| 24. března 2018                                             | Schonach      | HS106 / 10 km | Akito Watabe                    | Jarl Magnus Riiber              | Bernhard Gruber                 | 35. Tomáš Portyk 47. Lukáš Daněk                       | [ 22 ] |
| 25. března 2018                                             | Schonach      | HS106 / 15 km | Akito Watabe                    | Jarl Magnus Riiber              | Fabian Riessle                  | 25. Tomáš Portyk                                       | [ 23 ] |

### Závody družstev
| Datum konání     | Místo konání  | Můstek / Běh     | Vítěz                                                              | Druhé místo                                                        | Třetí místo                                                               | Česká účast                                                     | Zdroj  |
| ---------------- | ------------- | ---------------- | ------------------------------------------------------------------ | ------------------------------------------------------------------ | ------------------------------------------------------------------------- | --------------------------------------------------------------- | ------ |
| 2. prosince 2017 | Lillehammer   | HS198 / 4x5 km   | Norsko Jan Schmid Espen Andersen Jarl Magnus Riiber Jørgen Graabak | Německo Eric Frenzel Johannes Rydzek Vinzenz Geiger Fabian Riessle | Francie François Braud Maxime Laheurte Antoine Gerard Jason Lamy-Chappuis | 8. Česko Miroslav Dvořák Lukáš Daněk Ondřej Pažout Tomáš Portyk | [ 24 ] |
| 7. ledna 2018    | Otepää        | HS100 / 2x7,5 km | Zrušeno z důvodu teplého počasí                                    | Zrušeno z důvodu teplého počasí                                    | Zrušeno z důvodu teplého počasí                                           | Zrušeno z důvodu teplého počasí                                 | [ 7 ]  |
| 13. ledna 2018   | Val di Fiemme | HS134 / 2x7,5 km | Německo II Eric Frenzel Vinzenz Geiger                             | Německo I Fabian Riessle Johannes Rydzek                           | Norsko Mikko Kokslien Magnus Moan                                         | 13. Česko Ondřej Pažout Miroslav Dvořák                         | [ 25 ] |
| 21. ledna 2018   | Chaux-Neuve   | HS118 / 4x5 km   | Norsko Jan Schmid Espen Andersen Jarl Magnus Riiber Jørgen Graabak | Německo Eric Frenzel Fabian Riessle Johannes Rydzek Vinzenz Geiger | Finsko Leevi Mutru Arttu Maekiaho Ilkka Herola Eero Hirvonen              | Češi nestartovali                                               | [ 26 ] |
| 3. března 2018   | Lahti         | HS130 / 2x7,5 km | Rakousko I Wilhelm Denifl Bernhard Gruber                          | Norsko I Jan Schmid Jørgen Graabak                                 | Finsko I Eero Hirvonen Ilkka Herola                                       | 16. Česko Martin Zeman Jan Vytrval                              | [ 27 ] |

## Pořadí Světového poháru
| Pořadí SP - jednotlivci | Pořadí SP - jednotlivci | Pořadí SP - jednotlivci | Pořadí SP - jednotlivci | Pořadí SP - jednotlivci |
| Umístění                |                         | Jméno a příjmení        | Body                    |                         |
| ----------------------- | ----------------------- | ----------------------- | ----------------------- | ----------------------- |
| 1.                      | Japonsko                | Akito Watabe            | 1495 b.                 |                         |
| 2.                      | Norsko                  | Jan Schmid              | 1133 b.                 |                         |
| 3.                      | Německo                 | Fabien Riessle          | 1087 b.                 |                         |
| 4.                      | Německo                 | Johannes Rydzek         | 849 b.                  |                         |
| 5.                      | Norsko                  | Jørgen Graabak          | 830 b.                  |                         |
| 6.                      | Finsko                  | Eero Hirvonen           | 119 b.                  |                         |
| 7.                      | Norsko                  | Jarl Magnus Riiber      | 114 b.                  |                         |
| 8.                      | Německo                 | Eric Frenzel            | 622 b.                  |                         |
| 9.                      | Norsko                  | Espen Andersen          | 593 b.                  |                         |
| 10.                     | Finsko                  | Ilkka Herola            | 500 b.                  |                         |
|                         |                         |                         |                         |                         |
| 27.                     | Česko                   | Tomáš Portyk            | 196 b.                  |                         |
| 53.                     | Česko                   | Miroslav Dvořák         | 18 b.                   |                         |

| Pořadí SP - pohár národů | Pořadí SP - pohár národů | Pořadí SP - pohár národů | Pořadí SP - pohár národů | Pořadí SP - pohár národů |
| Umístění                 |                          | Země                     | Body                     |                          |
| ------------------------ | ------------------------ | ------------------------ | ------------------------ | ------------------------ |
| 1.                       | Norsko                   | Norsko                   | 5033 b.                  |                          |
| 2.                       | Německo                  | Německo                  | 4903 b.                  |                          |
| 3.                       | Rakousko                 | Rakousko                 | 2944 b.                  |                          |
| 4.                       | Japonsko                 | Japonsko                 | 2896 b.                  |                          |
| 5.                       | Finsko                   | Finsko                   | 2247 b.                  |                          |
| 6.                       | Francie                  | Francie                  | 1515 b.                  |                          |
| 7.                       | Itálie                   | Itálie                   | 515 b.                   |                          |
| 8.                       | Estonsko                 | Estonsko                 | 270 b.                   |                          |
| 9.                       | Česko                    | Česko                    | 264 b.                   |                          |
| 10.                      | Spojené státy americké   | USA                      | 234 b.                   |                          |